# Marques Colston
Pour les articles homonymes, voir Colston.
(en) Statistiques sur pro-football-reference
 Marques Colston, né le 5 juin 1983 à Harrisburg (Pennsylvanie), est un joueur américain de football américain qui évoluait au poste de wide receiver (receveur éloigné).

## Carrière
Il fut retenu à la 252e position de la draft (7e tour) en 2006 par les Saints de La Nouvelle-Orléans, c'est-à-dire la même année que Reggie Bush.
Suivant l'échange de Donté Stallworth aux Eagles de Philadelphie avant le début de la saison NFL 2006, l'entraîneur Sean Payton laissa Colston être titulaire au côté de Joe Horn. Cette titularisation fut particulièrement remarquée pour un joueur issu d'un tour de draft aussi bas.
Marques détient le record de yards en réception lors de la semaine 8 de NFL en 2006, avant de se blesser pour plusieurs semaines.

## Palmarès
Vainqueur du Super Bowl XLIV avec les Saints de La Nouvelle-Orléans